# Стрибки у воду на літніх Олімпійських іграх 2024 — трамплін, 3 метри (чоловіки)
Змагання зі стрибків у воду з трьохметрового трампліна серед чоловіків на літніх Олімпійських іграх 2024 триватимуть з 6 до 8 серпня в Паризькому центрі водних видів спорту. Це буде 27-ма поява цієї дисципліни на Олімпійських іграх. Її проводили на всіх Олімпіадах починаючи з 1908 року.

## Розклад
Вказано Центральноєвропейський час (UTC+1)
| Дата          | Час   | Раунд            |
| ------------- | ----- | ---------------- |
| 6 серпня 2024 | 10:00 | Попередній раунд |
| 7 серпня 2024 | 15:00 | Півфінал         |
| 8 серпня 2024 | 15:00 | Фінал            |

## Результати
Змагатиvуться 25 стрибунів у воду з 15 країн.
| Місце | Ім'я                | Країна                         | Попередній раунд | Попередній раунд | Півфінал        | Півфінал        | Фінал           | Фінал           | Фінал           | Фінал           | Фінал           | Фінал           | Фінал           |
| Місце | Ім'я                | Країна                         | Результат        | Місце            | Результат       | Місце           | 1-й стрибок     | 2-й стрибок     | 3-й стрибок     | 4-й стрибок     | 5-й стрибок     | 6-й стрибок     | Загалом         |
| ----- | ------------------- | ------------------------------ | ---------------- | ---------------- | --------------- | --------------- | --------------- | --------------- | --------------- | --------------- | --------------- | --------------- | --------------- |
| 1     | Сє Сиї              | Китай (CHN)                    | 509,60           | 2                | 505,85          | 2               | 86.70           | 79,20           | 97,20           | 91,00           | 88,80           | 100,70          | 543,60          |
| 2     | Ван Цзунюань        | Китай (CHN)                    | 530,65           | 1                | 537,85          | 1               | 81,60           | 91,00           | 95,55           | 89,25           | 70,20           | 102,60          | 530,20          |
| 3     | Осмар Ольвера       | Мексика (MEX)                  | 444,15           | 5                | 563,75          | 4               | 79,90           | 89,25           | 63,00           | 75,85           | 98,80           | 93,60           | 500,40          |
| 4     | Карсон Тайлер       | США (USA)                      | 289,80           | 10               | 438,00          | 7               | 76,50           | 67,50           | 69,75           | 72,00           | 64,75           | 78,75           | 429,25          |
| 5     | Джордан Гаулден     | Велика Британія (GBR)          | 448,20           | 4                | 445,55          | 5               | 76,50           | 64,60           | 68,25           | 74,10           | 70.20           | 74,10           | 427,75          |
| 6     | Луїс Урібе          | Колумбія (COL)                 | 375,90           | 17               | 423,80          | 10              | 49,30           | 71,40           | 79,95           | 72,20           | 72,00           | 77,00           | 421,85          |
| 7     | Джек Лафер          | Велика Британія (GBR)          | 468,30           | 3                | 467,05          | 3               | 74.80           | 84,00           | 35,70           | 72,15           | 74,10           | 70.20           | 410.95          |
| 8     | Жуль Буєр           | Франція (FRA)                  | 407,30           | 6                | 438,30          | 6               | 73,10           | 81,60           | 67.50           | 68,25           | 57,75           | 47,50           | 395,70          |
| 9     | Джонатан Рувалькаба | Домініканська Республіка (DOM) | 363,15           | 18               | 416,20          | 12              | 76,50           | 44,20           | 62.70           | 61,50           | 75,25           | 73,50           | 393,65          |
| 10    | Кертіс Метьюз       | Австралія (AUS)                | 399,20           | 8                | 417,15          | 11              | 65,10           | 76,50           | 52,50           | 64,80           | 56,10           | 68,40           | 383,40          |
| 11    | У Ха Рам            | Південна Корея (KOR)           | 389,10           | 12               | 432,00          | 9               | 71,40           | 68,00           | 45,60           | 73,50           | 63,00           | 52,65           | 374,15          |
| 12    | Моріц Веземанн      | Німеччина (GER)                | 398,70           | 9                | 433,00          | 8               | 74,80           | 78,20           | 40,25           | 43.20           | 57.00           | 70,20           | 363,65          |
| 13    | Йона Найт-Віздом    | Ямайка (JAM)                   | 382,90           | 14               | 412,40          | 13              | Завершив виступ | Завершив виступ | Завершив виступ | Завершив виступ | Завершив виступ | Завершив виступ | Завершив виступ |
| 14    | Сакаї Сьо           | Японія (JPN)                   | 289,15           | 11               | 410,15          | 14              | Завершив виступ | Завершив виступ | Завершив виступ | Завершив виступ | Завершив виступ | Завершив виступ | Завершив виступ |
| 15    | Ендрю Капоб'янко    | США (USA)                      | 382,05           | 15               | 407,65          | 15              | Завершив виступ | Завершив виступ | Завершив виступ | Завершив виступ | Завершив виступ | Завершив виступ | Завершив виступ |
| 16    | Ґвендаль Біш        | Франція (FRA)                  | 387,00           | 13               | 392,70          | 16              | Завершив виступ | Завершив виступ | Завершив виступ | Завершив виступ | Завершив виступ | Завершив виступ | Завершив виступ |
| 17    | Ї Чже Гьон          | Південна Корея (KOR)           | 381,40           | 16               | 366,50          | 17              | Завершив виступ | Завершив виступ | Завершив виступ | Завершив виступ | Завершив виступ | Завершив виступ | Завершив виступ |
| 18    | Лоренцо Марсалья    | Італія (ITA)                   | 405,05           | 7                | 354,05          | 18              | Завершив виступ | Завершив виступ | Завершив виступ | Завершив виступ | Завершив виступ | Завершив виступ | Завершив виступ |
| 19    | Кевін Муньйос       | Мексика (MEX)                  | 362,05           | 19               | Завершив виступ | Завершив виступ | Завершив виступ | Завершив виступ | Завершив виступ | Завершив виступ | Завершив виступ | Завершив виступ | Завершив виступ |
| 20    | Даніель Рестрепо    | Колумбія (COL)                 | 361,10           | 20               | Завершив виступ | Завершив виступ | Завершив виступ | Завершив виступ | Завершив виступ | Завершив виступ | Завершив виступ | Завершив виступ | Завершив виступ |
| 21    | Джейк Пассмор       | Ірландія (IRL)                 | 360,90           | 21               | Завершив виступ | Завершив виступ | Завершив виступ | Завершив виступ | Завершив виступ | Завершив виступ | Завершив виступ | Завершив виступ | Завершив виступ |
| 22    | Джованні Точчі      | Італія (ITA)                   | 346.85           | 22               | Завершив виступ | Завершив виступ | Завершив виступ | Завершив виступ | Завершив виступ | Завершив виступ | Завершив виступ | Завершив виступ | Завершив виступ |
| 23    | Мохамед Фарук       | Єгипет (EGY)                   | 317,40           | 23               | Завершив виступ | Завершив виступ | Завершив виступ | Завершив виступ | Завершив виступ | Завершив виступ | Завершив виступ | Завершив виступ | Завершив виступ |
| 23    | Франдьєль Гомес     | Домініканська Республіка (DOM) | 317,40           | 23               | Завершив виступ | Завершив виступ | Завершив виступ | Завершив виступ | Завершив виступ | Завершив виступ | Завершив виступ | Завершив виступ | Завершив виступ |
| 25    | Ларс Рюдіґер        | Німеччина (GER)                | 301,15           | 25               | Завершив виступ | Завершив виступ | Завершив виступ | Завершив виступ | Завершив виступ | Завершив виступ | Завершив виступ | Завершив виступ | Завершив виступ |